# Dockweiler

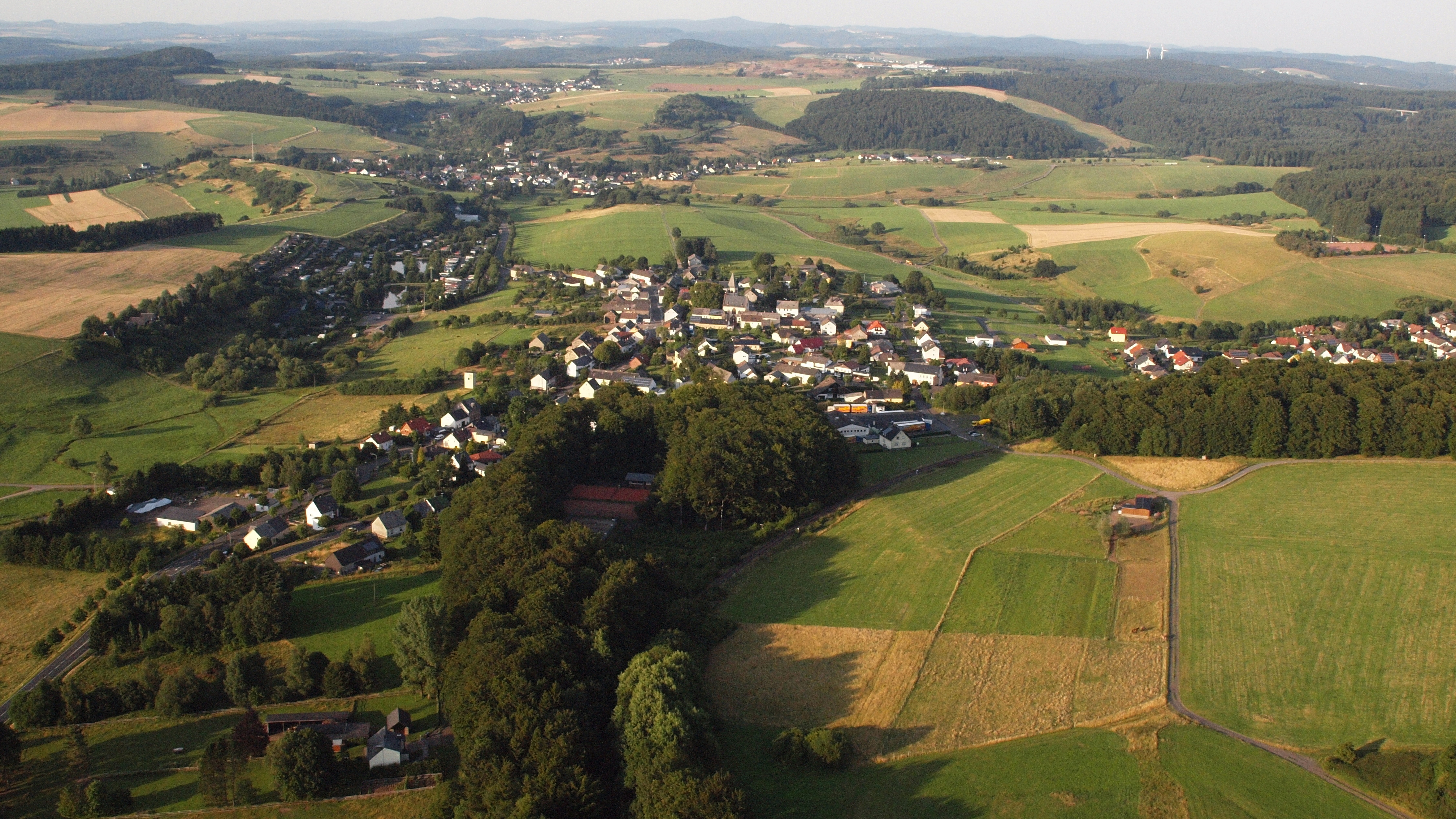
Dockweiler, Luftaufnahme (2015)

Dockweiler ist eine Ortsgemeinde im Landkreis Vulkaneifel in Rheinland-Pfalz. Sie gehört zur Verbandsgemeinde Daun.

## Geschichte
Die erste Erwähnung von Dockweiler („Dochwilre“) befindet sich in einer Urkunde von König Konrad III., als er am 1. August 1144 nach dem Tode des Pfalzgrafen Wilhelm dem Kloster Springiersbach seine Rechte und  Besitzungen bestätigte und es unter seinen Schutz nahm. Dockweiler gehörte bis zum Ende des 18. Jahrhunderts zur reichsunmitterbaren Herrschaft Kerpen, die zuletzt im Besitz des Herzogs vom Arenberg war.
Im Jahr 1794 wurde das Linke Rheinufer im ersten Koalitionskrieg von französischen Revolutionstruppen besetzt. Von 1798 bis 1814 gehörte Dockweiler zum Kanton Daun im Saardepartement.
Auf dem Wiener Kongress (1815) kam die Region zum Königreich Preußen, Dockweiler wurde 1816 dem neu errichteten Kreis Daun im Regierungsbezirk Trier zugeordnet und war Sitz der gleichnamigen Bürgermeisterei.
Nach dem Zweiten Weltkrieg wurde die Gemeinde Dockweiler innerhalb der französischen Besatzungszone Teil des damals neu gebildeten Landes Rheinland-Pfalz.
Bevölkerungsentwicklung
Die Entwicklung der Einwohnerzahl von Dockweiler, die Werte von 1871 bis 1987 beruhen auf Volkszählungen:
| Jahr | Einwohner |
| ---- | --------- |
| 1815 | 280       |
| 1835 | 343       |
| 1871 | 347       |
| 1905 | 399       |
| 1939 | 379       |
| 1950 | 462       |
| 1961 | 453       |

| Jahr | Einwohner |
| ---- | --------- |
| 1970 | 492       |
| 1987 | 585       |
| 1997 | 606       |
| 2005 | 659       |
| 2011 | 660       |
| 2017 | 635       |

## Politik

### Gemeinderat
Der Gemeinderat in Dockweiler besteht aus zwölf Ratsmitgliedern, die bei der Kommunalwahl am 9. Juni 2024 in einer Mehrheitswahl gewählt wurden, und dem ehrenamtlichen Ortsbürgermeister als Vorsitzendem.

### Bürgermeister
Matthias Haas wurde am 21. August 2024 Ortsbürgermeister von Dockweiler. Bei der Direktwahl am 9. Juni 2024 war er als einziger Bewerber mit einem Stimmenanteil von 73,9 % für fünf Jahre gewählt worden.
Der Vorgänger von Matthias Haas, Ralf Schüller, hatte das Amt am 15. August 2019 übernommen und kandidierte bei der Wahl 2024 nicht als Ortsbürgermeister. Zuvor hatte Bruno von Landenberg das Amt 15 Jahre ausgeübt, war 2019 aber nicht erneut angetreten.

### Wappen
| Wappen von Dockweiler | Blasonierung: „Unter rotem Schildhaupt, darin ein goldener Zickzackbalken, schräglinks von Silber und Rot geteilt; vorn ein schwarzes Rost, hinten eine doppelblättrige, goldene Rose mit rotem Butzen.“ |
| Wappen von Dockweiler | Wappenbegründung: Der goldene Sparrenbalken auf rotem Grund steht für die jahrhundertelange Grundherrschaft der Grafen von Manderscheid. Das Rost symbolisiert den Kirchen- und Ortspatron St. Laurentius. Durch Erbteilung kam die reichsunmitterbare Herrschaft Kerpen, zu der Dockweiler gehörte. an die Herzöge von Arenberg. Die Arenberger führten in ihrem Wappen drei Rosen. Aus diesem Grunde wurde die Rose ins Wappen aufgenommen. |

## Ortsbeschreibung
Bei der romanischen Kirche (um 1200) befinden sich Linden und Kastanien, die ein Alter von etwa 200 Jahren aufweisen und als Naturdenkmäler gelten. Im Dockweiler Wald befindet sich ein Sauerbrunnen. Südlich der Ortslage liegt ein Blocklavafeld (Naturdenkmal). Wandermöglichkeiten bieten sich im Waldgebiet im Dreieck Dockweiler–Daun–Kelberg.

## Verkehrsanbindung
- Straße: über L 21 (ehm. B 421) und B 410
- Eisenbahn: Haltepunkt  Dockweiler-Dreis in der Dauner Straße (Eifelquerbahn), zurzeit findet kein Bahnverkehr statt
- Bus: zwei Regionallinien: 700/9311 Gerolstein-Daun-Cochem und 511/9367 ztw. Jünkerath-Hillesheim-Daun

## In Dockweiler geborene Personen
- Herbert Schneider OFM (* 1938), römisch-katholischer Priester und geistlicher Schriftsteller
- Matthias Utters OFM (1934–1986), römisch-katholischer Priester